# پرواز شماره ۱۷۸ ایر فرانس
پرواز شماره ۱۷۸ ایر فرانس (به انگلیسی: Air France Flight 178) یک پرواز شرکت ایر فرانس از پاریس، فرانسه به مقصد هوشی‌مین، ویتنام بود که در آن ۳۳ مسافر و ۹ خدمه حضور داشتند، در تاریخ ۱ سپتامبر ۱۹۵۳ در مونت کریمت نزدیک بارسلونت دچار سانحه شد و ۴۲ نفر جان باختند.